# Rahmatullah Khairkhah
Rahmatullah Khairkhah est un footballeur international afghan né le 21 février 1996. Il évolue au poste de milieu de terrain au Toofan Harirod FC.

## Biographie

### En équipe nationale
Il reçoit sa première sélection en équipe d'Afghanistan le 10 octobre 2019, en éliminatoires de la Coupe du monde 2022 contre Oman (défaite 3-0).

## Statistiques

### Sélections
| Liste des sélections de Rahmatullah Khairkhah | Liste des sélections de Rahmatullah Khairkhah | Liste des sélections de Rahmatullah Khairkhah | Liste des sélections de Rahmatullah Khairkhah | Liste des sélections de Rahmatullah Khairkhah | Liste des sélections de Rahmatullah Khairkhah             | Liste des sélections de Rahmatullah Khairkhah | Liste des sélections de Rahmatullah Khairkhah                   |
| N°                                            | Date                                          | Lieu                                          | Adversaire                                    | Résultat                                      | Compétition                                               | But                                           | Notes                                                           |
| --------------------------------------------- | --------------------------------------------- | --------------------------------------------- | --------------------------------------------- | --------------------------------------------- | --------------------------------------------------------- | --------------------------------------------- | --------------------------------------------------------------- |
| 1.                                            | 10 octobre 2019                               | Stade Al-Seeb, Sib, Oman                      | Oman                                          | 3-0                                           | Deuxième tour des éliminatoires de la Coupe du monde 2022 |                                               | Entre en jeu à la place de Zubayr Amiri à la 80e minute de jeu. |

## Palmarès
- Championnat d'Afghanistan
  - Champion : 2019